# Ломаная аллея
Ло́маная аллея — аллея на Каменном острове в Петроградском районе Санкт-Петербурга. Проходит от 2-й Берёзовой аллеи до набережной реки Большой Невки.

## История
Название существовало в 1909—1955 годах в форме Западная Ломаная аллея, связано с тем, что находилась в западной части Каменного острова и её конфигурацией.

## Достопримечательности
- Парк «Тихий отдых»

 Объект культурного наследия народов РФ регионального значения. Рег. № 781720972150005 (ЕГРОКН). Объект № 7801077001 (БД Викигида)
- 9-й Каменноостровский мост
- Большой канал
- 20-й Каменноостровский мост